# Feliniopsis incerta
Feliniopsis incerta là một loài bướm đêm trong họ Noctuidae.